# Cai E

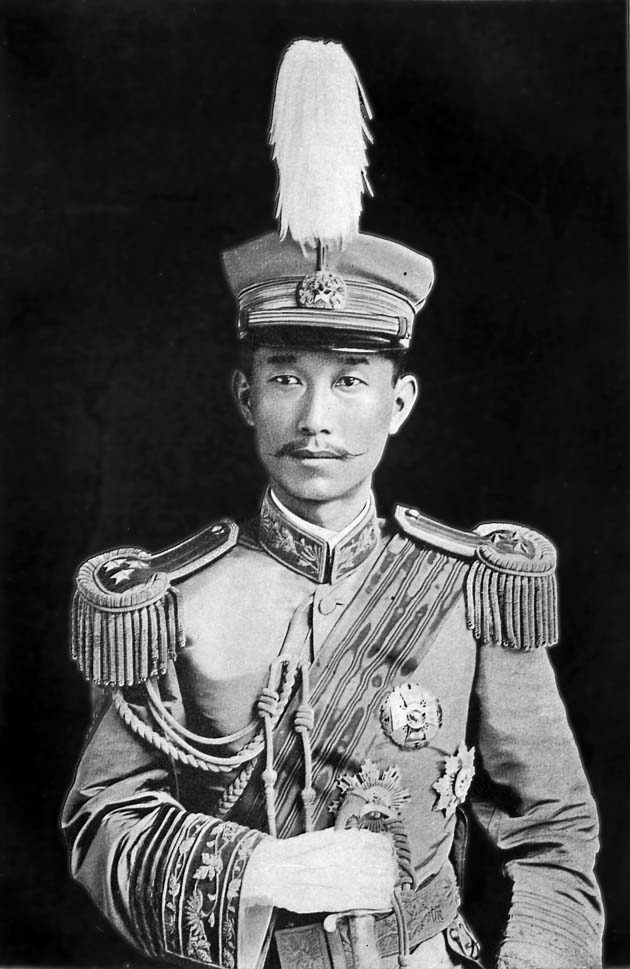
Cai E

Cai E oder Tsai Ao, geboren als Cai Genyin, (chinesisch 蔡鍔 / 蔡锷, Pinyin Cài È, W.-G. Ts'ai O; Geburtsname 艮寅,  Gěnyín,  Ken-yin; Zì 松坡,  Sōngpō,  Sung-p'o; * 18. Dezember 1882 in Shaoyang, Hunan; † 8. November 1916 in Fukuoka, Japan) war ein chinesischer Militär und Warlord. Er spielte eine wichtige Rolle in der unmittelbaren Zeit nach der Xinhai-Revolution von 1911.

## Leben
1898 studierte Cai E an der Yuelu-Akademie und setzte seine Militärstudien 1899 in Japan fort. 1900 kehrte er nach China zurück, wo er sich der Reformbewegung von Tang Caichang gegen die Monarchie anschloss. Nach deren Niederschlagung kehrte Cai zurück nach Japan und trat später der Tongmenghui, einer von Sun Yatsen 1905 in Tokio gegründeten Gesellschaft, bei. 1911 beteiligte er sich an der Xinhai-Revolution, die das Ende der tausendjährigen Monarchie und damit der chinesischen Kaiserdynastien einläutete. Nach der Revolution befehligte Cai E als Heerführer eine Armee der Militärregierung in Yunnan.
Als 1915 Yuan Shikai, de facto Übergangspräsident der neu gegründeten Republik, sich selbst zum Kaiser ausrief und die Hongxian-Dynastie (1915–1916) gründete, erklärten Cai E und Gouverneur Tang Jiyao die Unabhängigkeit Yunnans.
Cai E und Tang Jiyao starteten von Yunnan aus eine Kampagne zum Schutz der Republik und gingen militärisch gegen Yuan Shikai vor. In Sichuan besiegten sie mit nur 20.000 Soldaten die 80.000 Mann starke Armee von Yuan Shikai. Mit der wachsenden Unterstützung für ihre Militärkampagne durch mehrere Provinzen und deren Gouverneure und Generäle konnten die Revolutionäre am Ende Yuan Shikai dazu zwingen, sich von der Monarchie zu distanzieren und als Kaiser und später auch als Präsident abzudanken. Yuan Shikai starb Monate später an Nierenversagen.
Nach dem Tod Yuan Shikais amtierte Cai E als Vize-Präsident der Republik und Gouverneur der Provinz Sichuan. Später reiste er wieder nach Japan, um sich medizinisch behandeln zu lassen. Dort starb er kurz nach seiner Ankunft im November 1916. Er wurde nur 33 Jahre alt.
Cai E wird von vielen als der Mann und General angesehen, der womöglich den Geschichtsverlauf Chinas geändert hat oder auch noch mehr verändert hätte, wenn er nicht so früh gestorben wäre. Wären seine Bemühungen, die Republik zu erhalten und die Opposition gegen Yuan Shikai nicht erfolgreich gewesen, so hätte die Geschichte Chinas heute einen ganz anderen Verlauf genommen. Zwar wurden die Pläne von Yuan Shikai, die Monarchie wieder einzuführen, nicht von vielen, und auch nicht von vielen seiner eigenen Kommandeure, unterstützt, aber er hatte dennoch die Loyalität seiner wichtigsten Truppen in Schlüsselpositionen des Landes und auch den Rückhalt aus dem Ausland. Man könne deshalb davon ausgehen, dass Cai E, ein Idealist, Patriot und strebsamer Befürworter der Republik, womöglich der Funke war, der den Militärischen Widerstand entfacht hat.
In Yunnan diente Cai E als Inspiration und Vorbild für einen jungen Zhu De, der später einer der besten Militärstrategen und Generäle des modernen Chinas werden sollte und Angehöriger und Mitgestalter der Roten Armee der Kommunisten, welche später dann in die Volksbefreiungsarmee der Volksrepublik China umbenannt und deren Oberbefehlshaber er wurde.